# Prefektura apostolska Jiamusi
Prefektura apostolska Jiamusi (łac. Apostolica Praefectura Khiamuszeensis chiń. 天主教佳木斯监牧区) – rzymskokatolicka prefektura apostolska ze stolicą w Jiamusi w prowincji Heilongjiang, w Chińskiej Republice Ludowej. Prefektura apostolska Jiamusi nie wchodzi w skład żadnej metropolii, lecz podlega bezpośrednio władzy papieskiej.
Prefektura obejmuje wschodnią część prowincji Heilongjiang. W jej skład wchodzą prefektury miejskie Jiamusi, Yichun, Shuangyashan oraz Qitaihe.

## Historia
Misje na terenie obecnej prefektury powierzone były franciszkanom.
9 lipca 1928 papież Pius XI brewe Venerabilis frater erygował misję sui iuris Ilan. Dotychczas wierni z tych terenów należeli do wikariatu apostolskiego Wonsanu (obecnie diecezja Hamhŭng).
13 kwietnia 1937 zmieniono nazwę na misja sui iuris Jiamusi.
9 kwietnia 1940 misję sui iuris Jiamusi podniesiono do rangi prefektury apostolskiej.
Od zwycięstwa komunistów w chińskiej wojnie domowej w 1949 prefektura apostolska, podobnie jak cały prześladowany Kościół katolicki w Chinach, nie może normalnie działać.
Obecnie w strukturze zależnego od władz chińskich Patriotycznego Stowarzyszenia Katolików Chińskich wszystkie jednostki terytorialne Kościoła oficjalnego (uznawanego przez władze) w prowincji Heilongjiang są połączone w jedną diecezję Heilongjiang ze stolicą w Harbinie.

## Ordynariusze

### Superior
- Adalar Eberharter OFMCap[3] (1934 - 1940)

### Prefekci apostolscy
- Isidor Hermenegild Hintringer da Losenstein OFMCap[3] (1940 - 1983)
- sede vacante (być może posługę prefekta sprawowali duchowni Kościoła podziemnego) (1983 - nadal)